# Medaile Za dobytí Královce
Medaile Za dobytí Královce bylo ocenění zřízené výnosem prezídia Nejvyššího sovětu Sovětského svazu z 9. června 1945. Medaile byla určena pro všechny příslušníky sovětské armády, válečného námořnictva, vojsk ministerstva vnitra, kteří se bezprostředně zúčastnili útoku spojeného s dobytím Královce (Königsberg), a dále pro organizátory a velitele této operace. Nosí se na levé straně hrudi.
Medaile je vyrobena z mosazi a má tvar kruhu o průměru 32 mm. Na lícní straně je umístěn ve třech řádcích nápis „ЗА ВЗЯТИЕ КЕНИГСБЕРГА“ (Za dobytí Královce). Nad nápisem vystupuje z pozadí slunečních paprsků pěticípá hvězda, dolní část nese vavřínovou ratolest. Rubová strana nese pěticípou hvězdu a třířádkový nápis „10 апреля 1945“ (10. dubna 1945) – datum dobytí Královce. Stuha je 24 mm široká, s dvěma zelenými a třemi černými pruhy, okraje stuhy jsou zeleně lemovány. Autorem medaile je Alexandr Ivanovič Kuzněcov. Celkem bylo uděleno 760 000 kusů. Udělování medaile skončilo se zánikem SSSR v roce 1991.